# Drosophila pagoda
Drosophila pagoda är en tvåvingeart som beskrevs av Masanori Joseph Toda 1988. Drosophila pagoda ingår i släktet Drosophila och familjen daggflugor.
Artens utbredningsområde är Myanmar.